# Чинграл-Джилга
Чінграл-Джілга (крим. Çıñral Cılğa) — маловодна балка на південному сході Керченського півострова, довжиною 6,2 км, з площею водозбірного басейну 24,1 км². Витік балки знаходиться на території села Завітне, далі пролягає у північно-східному напрямку, впадає в безстічне Янишське озеро, південніше села Набережне.